# Siwacultuur
De Siwacultuur (Chinees: 寺洼文化; pinyin: Sìwā wénhuà) was een bronstijdcultuur in het zuidoosten van Gansu, China, gedateerd circa 1400-1100 v.Chr. Ze werd in 1924 ontdekt door de Zweedse geoloog Johan Gunnar Andersson nabij de berg Siwa (寺洼山) in het district Lintao. Ze is mogelijk gerelateerd aan de volkeren der Di (氐) en Qiang (羌).
De Siwacultuur was ongeveer gelijktijdig met de nabijgelegen Xindiancultuur, waardoor ze werd beïnvloed. Gezien de overeenkomsten in begrafenisgewoonten zou de Siwacultuur volgens sommige geleerden ontstaan zijn uit de Qijiacultuur.
De cultuur kan worden verdeeld in de Siwa- en Anguo-groep. De eerste wordt gevonden langs de Tao He, de tweede langs de Wei He. De Siwa-groep is iets vroeger dan de Westelijke Zhou-dynastie, de Anguo-groep is ongeveer gelijktijdig ermee.
Karakteristiek zijn het aardewerk met zadelvormige openingen en de bronzen voorwerpen.
Sinds 2006 staat de Siwa-site (寺洼遗址) op de Lijst van archeologische monumenten van de Republiek China.